# Dresslerella
Dresslerella – rodzaj roślin z rodziny storczykowatych (Orchidaceae). Obejmuje 14 gatunków występujących w Ameryce Południowej i Środkowej w takich krajach jak: Belize, Kolumbia, Kostaryka, Ekwador, Gwatemala, Honduras, Nikaragua, Panama, Peru.

## Systematyka
Rodzaj sklasyfikowany do podplemienia Pleurothallidinae w plemieniu Epidendreae, podrodzina epidendronowe (Epidendroideae), rodzina storczykowate (Orchidaceae), rząd szparagowce (Asparagales) w obrębie roślin jednoliściennych.
Wykaz gatunków
- Dresslerella archilae Luer & Béhar
- Dresslerella caesariata Luer
- Dresslerella cloesii Luer
- Dresslerella crista-galli Vierling
- Dresslerella elvallensis Luer
- Dresslerella hirsutissima (C.Schweinf.) Luer
- Dresslerella hispida (L.O.Williams) Luer
- Dresslerella lasiocampa Luer & Hirtz
- Dresslerella pertusa (Dressler) Luer
- Dresslerella pilosissima (Schltr.) Luer
- Dresslerella portillae Luer & Hirtz
- Dresslerella powellii (Ames) Luer
- Dresslerella sijmiana Luer
- Dresslerella stellaris Luer & R.Escobar